# Hyperkonjugation
Hyperkonjugation i organisk kemi är den stabiliserande effekt som är resultatet av växelverkan mellan elektroner i en σ-bindning med en närliggande tom (eller delvis fylld) (vanligt C-H eller C-C) icke-bindande p-orbital eller en anti-bindande π-orbital. Detta ger upphov till en utvidgad molekylär orbital och ger systemet en högre stabilitet. Endast elektroner i bindningar som är β till det positivt laddade kolet kan stabilisera karbokatjoner vid hyperkonjugation.
Hyperkonjugation kan användas för att rationalisera och förklara en rad av kemiska fenomen, däribland anomereffekt, gauche-effekt, rotationsbarriär hos etan, β-kiseleffet, vibrationsfrekvensen hos exocykliska karbonylgrupper och den relativa stabiliteten av karbokatjoner. 